# 卡龙诺佩尔图塞拉
卡龙诺佩尔图塞拉（義大利語：Caronno Pertusella），是意大利瓦雷泽省的一个市镇。总面积8平方公里，人口15624人，人口密度1953.0人/平方公里（2009年）。国家统计（ISTAT）代码为012034。